# 앤드리아 팜

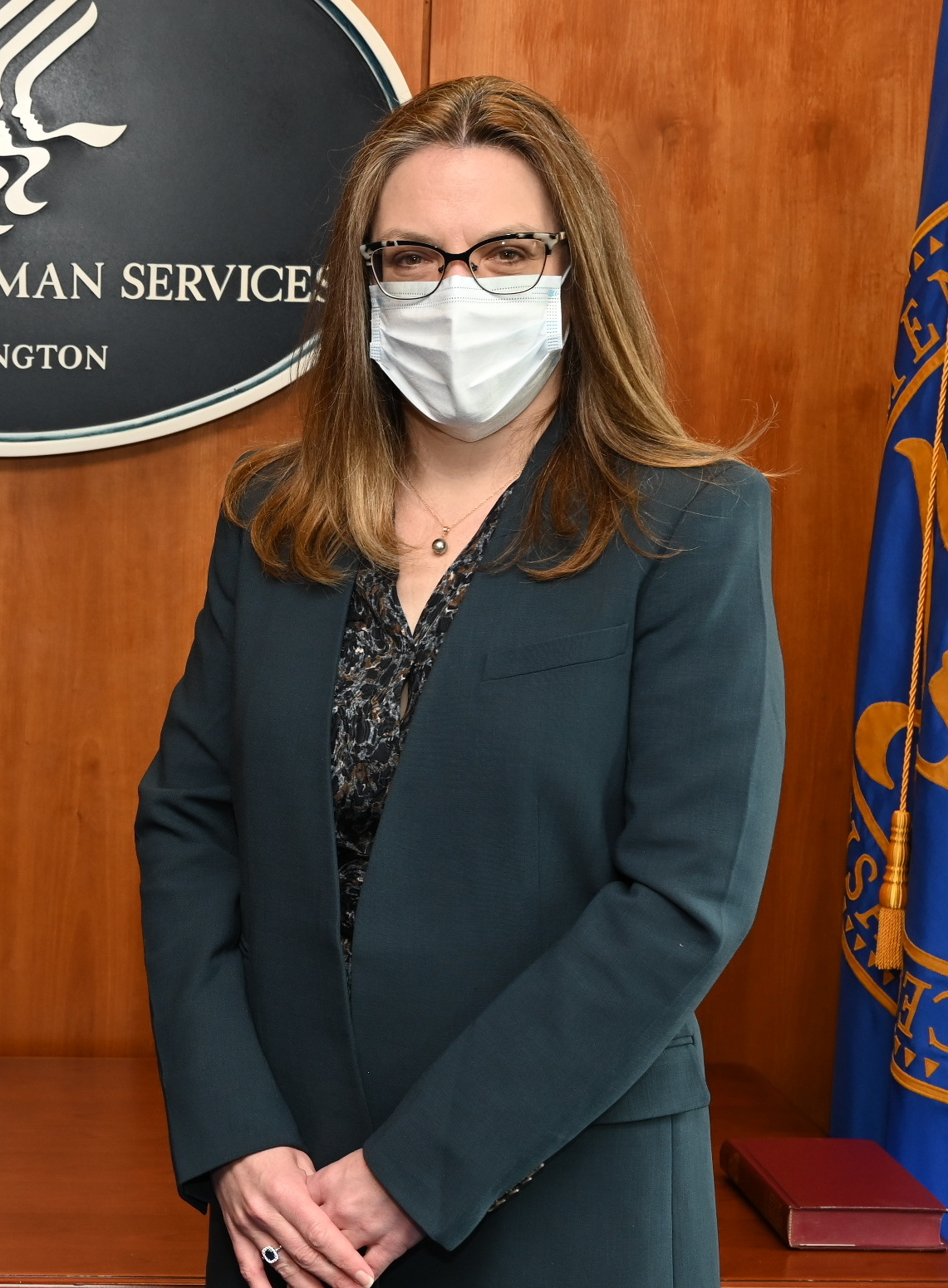

앤드리아 팜(영어: Andrea Palm, 1973년 ~ )은 미국의 정부지원 보건 전문가로, 위스콘신주 보건부 장관 내정자이다. 2021년 1월 18일 조 바이든 대통령 당선인은 그를 연방 보건복지부 차관으로 지명했다. 그는 버락 오바마 정권 시절 보건복지부 선임직원 및 정책보좌관을 지냈으며, 힐러리 클린턴 상원의원의 보좌관을 역임한 바 있다.